# Hypocometa mesogrammata
Hypocometa mesogrammata är en fjärilsart som beskrevs av Walker 1863. Hypocometa mesogrammata ingår i släktet Hypocometa och familjen mätare. Inga underarter finns listade i Catalogue of Life.